# Ariel–4
Ariel–4 (UK–4) angol ionoszféra kutató műhold.

## Küldetés
Feladata tesztelni a saját tervezésű és gyártott műhold technikai berendezéseinek (működést biztosító, mérőeszközök) működőképességét mikrogravitációs körülmények között. Folytatni az Ariel–program előző műholdjainak szolgálatát.

## Jellemzői
Készült a Brit Nemzeti Űrkutatási Bizottság megbízásából, a Tudományos és Műszaki Kutatási Tanács közreműködésével a British Aircraft Corporation keretében.
Megnevezései: UK–4 (United Kingdom/Egyesült Királyság);  COSPAR: 1971-109A; Kódszáma: 5675.
1971. december 11-én a Vandenberg légitámaszpontról, az LC–5 (LC–Launch Complex) jelű indítóállványról egy Scout B-1-F (S183C) hordozórakétával állították alacsony Föld körüli pályára (LEO = Low-Earth Orbit). Az orbitális pályája 95,30 perces, 82 fokos hajlásszögű, elliptikus pálya perigeuma 476 kilométer, az apogeuma 592 kilométer volt.
1959-ben az USA felajánlotta több baráti országnak, hogy a tudósaik által készített műholdakat pályára állítja. Anglia élt a lehetőséggel, megkötötték a szerződéseket.
Az ionoszférában vizsgálta az elektromágneses hullámokat, a plazma és a töltött részecskék sűrűségét, hőmérsékletét, frekvenciáját (VLF/ELF). Tervezett szolgálati ideje 1 év. Forgás-stabilizált űreszköz. A központi műszertartály formája henger (12 darab prizmából összeállítva, felületét napelemek borították), hossza 57, átmérője 69,6 centiméter. A hengeres testet felül kúpos forma (magassága 24,2 centiméter) zárta le, itt helyezték el a telemetria antennáit. Tömege 99,5 kilogramm. Alul az űreszközhöz 4 darab napelemet rögzítettek (120 centiméter hosszú karok), éjszakai (földárnyék) energiaellátását kémiai akkumulátorok biztosították. A napelem karok köré antennát telepítettek.
1978. december 12-én 2557 nap (7 év) után belépett a légkörbe és megsemmisült.